# Laura Allen
Laura Allen (Portland, Oregon, 1974. március 21. –) amerikai színésznő.

## Élete és pályafutása
Az amerikai Bainbridge-szigeten (Washington állam) nőtt fel. A Wellesley Főiskola szociológia szakán végzett 1996-ban. A New York-i rendőrségnél családi erőszakkal foglalkozó tanácsadójaként dolgozott, mielőtt belekezdett a színészkedésbe.
2006. szeptember 23-án kötött házasságot Bruce Weymannel az olaszországi Pienza városában.
Két lánytestvére van, nővére Jenny, húga Lindsay.

## Filmográfia

### Film
| Év   | Magyar cím        | Eredeti cím               | Szerep            | Magyar hang     |
| ---- | ----------------- | ------------------------- | ----------------- | --------------- |
| 2003 |                   | A Tale of Two (rövidfilm) | lány a limuzinban |                 |
| 2003 | Mona Lisa mosolya | Mona Lisa Smile           | Susan Delacorte   | Zsigmond Tamara |
| 2005 | Ilyennek látlak   | How You Look to Me        | Jane Carol Webb   |                 |
| 2008 | A gyilkos bennünk | From Within               | Trish             | Takács Andrea   |
| 2008 |                   | The Collective            | Clare             |                 |
| 2009 | Vén csontok       | Old Dogs                  | Kelly             |                 |
| 2010 |                   | Cherry                    | Linda             |                 |
| 2010 |                   | Hysteria                  | Erin              |                 |
| 2013 |                   | Red Car (rövidfilm)       | Marilyn           |                 |
| 2014 |                   | Clown                     | Meg McCoy         |                 |
| 2014 |                   | Nanny Cam                 | Linda Kessler     |                 |
| 2018 | A történet        | The Tale                  | Nettie fiatalon   | Solecki Janka   |
| 2018 |                   | Unspeakable (rövidfilm)   | Marie Deguire     |                 |

### Televízió
| Év        | Magyar cím                               | Eredeti cím                        | Szerep               | Megjegyzések           |
| --------- | ---------------------------------------- | ---------------------------------- | -------------------- | ---------------------- |
| 2000      |                                          | The Street                         | Jennifer             | 1 epizód               |
| 2000–2001 |                                          | All My Children                    | Laura English        | visszatérő szereplő    |
| 2004      | Döglött akták                            | Cold Case                          | Vanessa Prosser      | 1 epizód               |
| 2004      |                                          | North Shore                        | Monique              | 1 epizód               |
| 2004      |                                          | Sucker Free City                   | Samantha Wade        | tévéfilm               |
| 2004–2007 | 4400                                     | The 4400                           | Lily Tyler           | főszereplő (1-2. évad) |
| 2006      | Doktor House                             | House                              | Sarah Alston         | 1 epizód               |
| 2007      | Gyilkos elmék                            | Criminal Minds                     | Bobbi Baird          | 1 epizód               |
| 2007      | Esküdt ellenségek: Különleges ügyosztály | Law & Order: Special Victims Unit  | Cass Magnall         | 1 epizód               |
| 2007–2008 | Dirt: A hetilap                          | Dirt                               | Julia Mallory        | főszereplő             |
| 2009      | A Grace klinika                          | Grey's Anatomy                     | Beth Whitman         | 2 epizód               |
| 2009      | CSI: Miami helyszínelők                  | CSI: Miami                         | Sondra Moore         | 1 epizód               |
| 2010      |                                          | Terriers                           | Katie Nichols        | főszereplő             |
| 2012      |                                          | Awake                              | Hannah Britten       | főszereplő             |
| 2013      |                                          | Secret Lives of Husbands and Wives | Alison Dunn          | tévéfilm               |
| 2013–2014 | Ravenswood, az elátkozott város          | Ravenswood                         | Rochelle Matheson    | visszatérő szereplő    |
| 2014      | NCIS: New Orleans                        | NCIS: New Orleans                  | Katherine Wilson     | 1 epizód               |
| 2015      | Briliáns elmék                           | Suits                              | Annabelle Specter    | 2 epizód               |
| 2016      |                                          | Marvel's Most Wanted               | Olivia               | eladatlan próbaepizód  |
| 2016      | Gyilkos elmék: Túl minden határon        | Criminal Minds: Beyond Borders     | Emily Wagner         | 1 epizód               |
| 2017      | Amerikai Horror Story: Szekta            | American Horror Story: Cult        | Rosie                | 2 epizód               |
| 2017      |                                          | Wisdom of the Crowd                | Shelly Walsh nyomozó | 1 epizód               |
| 2018      | 911 L.A.                                 | 9-1-1                              | Marcy Nash           | 1 epizód               |
| 2018      | Hap és Leonard                           | Hap and Leonard                    | Reynolds rendőr      | visszatérő szereplő    |

## Fordítás
- Ez a szócikk részben vagy egészben  a   Laura Allen című angol Wikipédia-szócikk fordításán alapul.  Az eredeti cikk szerkesztőit annak laptörténete sorolja fel. Ez a jelzés csupán a megfogalmazás eredetét és a szerzői jogokat jelzi, nem szolgál a cikkben szereplő információk forrásmegjelöléseként.